# Lillpolens vojvodskap
Lillpolens vojvodskap (polska województwo małopolskie) är ett vojvodskap i södra Polen med en yta på 15 183 km² och omkring 3 364 000 invånare (2014).
Vojvodskapet har fått sitt namn av historiska landskapet Lillpolen. Huvudstaden är Kraków. Andra större städer är Tarnów, Nowy Sącz, Oświęcim, Chrzanów och Nowy Targ. En mindre stad är Biecz. Där finns även världsarvet saltgruvan i Wieliczka, som årligen besöks av cirka 1 miljon turister.